# سلوبودان ميلانوفيتش
سلوبودان ميلانوفيتش (بالسيريلية الصربية: Слободан Милановић; ولد 27 آب / أغسطس 1992) هو لاعب كرة قدم بوسني. يلعب كمهاجم مع نادي كروبا في الدوري الممتاز للبوسنة والهرسك.

## المهنية
بدأ سلوبودان مسيرته المهنية في عام 2010 في الدوري الصربي في بلغراد مع نادي بيوغراد. وفي عام 2011، لعب في الدوري الممتاز للبوسنة والهرسك مع نادي زفيزدا غراداتشاك، وفي وقت لاحق مع نادي رودار برييدور في عام 2013. ثم لعب في وقت لاحق في دوري الدرجة الأولى لجمهورية صرب البوسنة مع نادي كروبا، ونال الترقية إلى الدوري الممتاز في موسم 2015-16. وفي عام 2015، لعب في الخارج في الاتحاد الكندي لكرة القدم على سبيل الإعارة لفريق واترلو ريجن.

## روابط خارجية
- سلوبودان ميلانوفيتش على موقع قاعدة بيانات كرة القدم.إي يو (الإنجليزية)
- سلوبودان ميلانوفيتش على موقع Soccerway.com (الإنجليزية)